# NXT TakeOver
NXT TakeOver — это серия регулярных мероприятий по рестлингу, проводимых WWE. Мероприятия проводились исключительно для бренда NXT и транслировались в прямом эфире по системе pay-per-view (PPV) и на потоковых сервисах Peacock и WWE Network. Первое шоу TakeOver называлось просто TakeOver и состоялось 29 мая 2014 года как второе главное шоу, после Arrival, проведённого в феврале. Затем события TakeOver проводились несколько раз в год. Изначально события транслировались исключительно в WWE Network до TakeOver 31 в октябре 2020 года, когда события также стали доступны на по системе PPV, а в начале 2021 года стали доступны на Peacock. Серия TakeOver завершилась после TakeOver 36 в августе 2021 года, так как в сентябре NXT был реорганизован в NXT 2.0, а последующие мероприятия бренда перестали носить название TakeOver.
С созданием в 2018 году NXT UK — родственного бренда NXT, базирующегося в Великобритании — бренд принял название TakeOver и для своих живых шоу.

## Шоу
| 1                                                            | TakeOver        | 29 мая 2014      | Университет Полных Парусов                        | Уинтер Парк, Флорида      | Эдриан Невилл (c) против Тайсона Кидда за титул чемпиона NXT | [ 1 ]                |
| 2                                                            | Fatal 4-Way     | 11 сентября 2014 | Университет Полных Парусов                        | Уинтер Парк, Флорида      | Эдриан Невилл (c) против Сами Зейна против Тайлера Бриза vs. Тайсона Кидда за титул чемпиона NXT                                                                                        | [ 2 ]                |
| 3                                                            | R Evolution     | 11 декабря 2014  | Университет Полных Парусов                        | Уинтер Парк, Флорида      | Эдриан Невилл (c) против Сами Зейна в матче «титул против карьеры» за титул чемпиона NXT                                                                                                | [ 3 ]                |
| 4                                                            | Rival           | 11 февраля 2015  | Университет Полных Парусов                        | Уинтер Парк, Флорида      | Сами Зейн (c) против Кевина Оуэнса за титул чемпиона NXT | [ 4 ]                |
| 5                                                            | Unstoppable     | 20 мая 2015      | Университет Полных Парусов                        | Уинтер Парк, Флорида      | Кевин Оуэнс (c) против Сами Зейна за титул чемпиона NXT | [ 5 ]                |
| 6                                                            | Brooklyn        | 22 августа 2015  | Барклайс-центр                                    | Бруклин, Нью-Йорк         | Финн Балор (c) против Кевина Оуэнса в матче с лестницами за титул чемпиона NXT | [ 6 ]                |
| 7                                                            | Respect         | 7 октября 2015   | Университет Полных Парусов                        | Уинтер Парк, Флорида      | Бэйли (с) против Саши Бэнкс в 30-минутном матче «Железная женщина» за титул чемпиона NXT среди женщин                                                                                   | [ 7 ]                |
| 8                                                            | London          | 16 декабря 2015  | Уэмбли Арена                                      | Лондон, Англия            | Финн Балор (c) против Самоа Джо за титул чемпиона NXT | [ 8 ]                |
| 9                                                            | Dallas          | 1 апреля 2016    | Kay Bailey Hutchison Convention Center            | Даллас, Техас             | Финн Балор (c) против Самоа Джо за титул чемпиона NXT | [ 9 ]                |
| 10                                                           | The End         | 8 июня 2016      | Университет Полных Парусов                        | Уинтер Парк, Флорида      | Самоа Джо (с) против Финна Балора в матче в стальной клетке за титул чемпиона NXT | [ 10 ]               |
| 11                                                           | Brooklyn II     | 20 августа 2016  | Барклайс-центр                                    | Бруклин, Нью-Йорк         | Самоа Джо (с) против Синсукэ Накамуры за титул чемпиона NXT | [ 11 ]               |
| 12                                                           | Toronto         | 19 ноября 2016   | Эйр Канада-центр                                  | Торонто, Онтарио, Канада  | Синсукэ Накамура (с) против Самоа Джо за титул чемпиона NXT | [ 12 ]               |
| 13                                                           | San Antonio     | 28 января 2017   | Freeman Coliseum                                  | Сан-Антонио, Техас        | Синсукэ Накамура (c) против Бобби Руда за титул чемпиона NXT | [ 13 ]               |
| 14                                                           | Orlando         | 1 апреля 2017    | Эмвей-центр                                       | Орландо, Флорида          | Бобби Руд (c) против Синсукэ Накамуры за титул чемпиона NXT | [ 14 ] [ 15 ]        |
| 15                                                           | Chicago         | 20 мая 2017      | Олстейт-арена                                     | Роузмонт, Иллинойс        | «Авторы боли» (Акам и Резар) (c) против #DIY (Джонни Гаргано и Томмасо Чиампа) в матче за титул командных чемпионов NXT                                                                 | [ 16 ]               |
| 16                                                           | Brooklyn III    | 19 августа 2017  | Барклайс-центр                                    | Бруклин, Нью-Йорк         | Бобби Руд (c) против Дрю Макинтайра за титул чемпиона NXT | [ 11 ] [ 17 ]        |
| 17                                                           | WarGames        | 18 ноября 2017   | Тойота-центр                                      | Хьюстон, Техас            | SAnitY (Александр Вульф, Эрик Янг и Киллиан Дэйн) против «Авторов боли» (Акам и Резар) и Родерик Стронг против «Неоспоримой эры» (Адам Коул, Бобби Фиш и Кайл О’Райли) в матче WarGames | [ 18 ] [ 19 ]        |
| 18                                                           | Philadelphia    | 27 января 2018   | Уэллс Фарго Центр                                 | Филадельфия, Пенсильвания | Андраде «Сьен» Алмас (c) против Джонни Гаргано за титул чемпиона NXT | [ 20 ] [ 21 ] [ 22 ] |
| 19                                                           | New Orleans     | 7 апреля 2018    | Смути-кинг-центр                                  | Новый Орлеан, Луизиана    | Джонни Гаргано против Томмасо Чиампы в несанкционированном матче | [ 23 ] [ 24 ]        |
| 20                                                           | Chicago II      | 16 июня 2018     | Олстейт-арена                                     | Роузмонт, Иллинойс        | Джонни Гаргано против Томмасо Чиампы в чикагской уличной драке | [ 25 ] [ 26 ]        |
| 21                                                           | Brooklyn 4      | 18 августа 2018  | Барклайс-центр                                    | Бруклин, Нью-Йорк         | Томмасо Чиампа (с) против Джонни Гаргано в матче «Последний живой» за титул чемпиона NXT                                                                                                | [ 27 ] [ 28 ]        |
| 22                                                           | WarGames        | 17 ноября 2018   | Стейплс-центр                                     | Лос-Анджелес, Калифорния  | Пит Данн, Рикошет и War Raiders (Хэнсон и Роу) против «Неоспоримой эры» (Адам Коул, Бобби Фиш, Родерика Стронга и Кайл О’Райли) в матче WarGames                                        | [ 29 ] [ 30 ] [ 31 ] |
| 23                                                           | Phoenix         | 26 января 2019   | Токинг Стик Ризот-арена                           | Phoenix, Arizona          | Томмасо Чиампа (с) против Алистера Блэка за титул чемпиона NXT | [ 32 ] [ 33 ]        |
| 24                                                           | New York        | 5 апреля 2019    | Барклайс-центр                                    | Бруклин, Нью-Йорк         | Джонни Гаргано против Адама Коула в матче «два удержания из трех» за вакантный титул чемпиона NXT                                                                                       | [ 34 ] [ 35 ] [ 36 ] |
| 25                                                           | XXV             | 1 июня 2019      | Webster Bank Arena                                | Бриджпорт, Коннектикут    | Джонни Гаргано против Адама Коула за титул чемпиона NXT | [ 37 ] [ 38 ]        |
| 26                                                           | Toronto         | 10 августа 2019  | Скоушабэнк-арена                                  | Торонто, Онтарио, Канада  | Адам Коул (c) против Джонни Гаргано в матче «два удержания из трех» за титул чемпиона NXT                                                                                               | [ 39 ] [ 40 ]        |
| 27                                                           | WarGames        | 23 ноября 2019   | Олстейт-арена                                     | Роузмонт, Иллинойс        | Томмасо Чиампа, Кит Ли, Доминик Диякович и Кевин Оуэнс против «Неоспоримой эры» (Адам Коул, Бобби Фиш, Родерик Стронг и Кайл О’Райли) в матче WarGames                                  | [ 41 ] [ 42 ]        |
| 28                                                           | Portland        | 16 февраля 2020  | Мода-центр                                        | Портленд, Орегон          | Адам Коул (c) против Томмасо Чиампы за титул чемпиона NXT | [ 43 ]               |
| 29                                                           | In Your House   | 7 июня 2020      | Университет Полных Парусов                        | Уинтер Парк, Флорида      | Шарлотт Флэр (c) против Реи Рипли против Ио Ширай за титул чемпиона NXT среди женщин | [ 44 ]               |
| 30                                                           | XXX             | 22 августа 2020  | Университет Полных Парусов                        | Уинтер Парк, Флорида      | Кит Ли (c) против Карриона Кросса за титул чемпиона NXT | [ 45 ] [ 46 ]        |
| 31                                                           | 31              | 4 октября 2020   | Capitol Wrestling Center в WWE Performance Center | Орландо, Флорида          | Финн Балор (c) против Кайла О’Райли за титул чемпиона NXT | [ 47 ] [ 48 ]        |
| 32                                                           | WarGames        | 6 декабря 2020   | Capitol Wrestling Center в WWE Performance Center | Орландо, Флорида          | «Неоспоримая эра» (Адам Коул, Кайл О’Райли, Родерик Стронг и Бобби Фиш) против «Команды Макафи» (Пэт Макафи, Пит Данн, Дэнни Берч и Они Лоркан) в матче WarGames                        | [ 49 ] [ 50 ]        |
| 33                                                           | Vengeance Day   | 14 февраля 2021  | Capitol Wrestling Center в WWE Performance Center | Орландо, Флорида          | Финн Балор (c) против Пита Данна за титул чемпиона NXT | [ 51 ] [ 52 ]        |
| 34                                                           | Stand & Deliver | 7 апреля 2021    | Capitol Wrestling Center в WWE Performance Center | Орландо, Флорида          | Ио Ширай (c) против Ракель Гонсалес за титул чемпиона NXT среди женщин | [ 53 ] [ 54 ] [ 55 ] |
| 34                                                           | Stand & Deliver | 8 апреля 2021    | Capitol Wrestling Center в WWE Performance Center | Орландо, Флорида          | Адам Коул против Кайла О’Райли в несанкционированном матче | [ 53 ] [ 54 ] [ 55 ] |
| 35                                                           | In Your House   | 13 июня 2021     | Capitol Wrestling Center в WWE Performance Center | Орландо, Флорида          | Каррион Кросс (c) против Адама Коула против Кайла О’Райли против Джонни Гаргано против Пита Данна за титул чемпиона NXT                                                                 | [ 56 ]               |
| 36                                                           | 36              | 22 августа 2021  | Capitol Wrestling Center в WWE Performance Center | Орландо, Флорида          | Каррион Кросс (с) против Самоа Джо за титул чемпиона NXT | [ 57 ] [ 58 ]        |
| (c) — обозначает чемпиона (чемпионов) на момент начала матча |                 |                  |                                                   |                           | |                      |